# 哈德利·德尔塔山
哈德利·德尔塔山("Mons Hadley Delta"或"Mons Hadley δ")是月球正面位于腐沼东南，亚平宁山脉北部的一座山丘，高度3.5公里，位于底部直径15公里，中心月面座标为北纬25.7°、东经和3.7°。
该山丘的西北麓蜿蜒着一条起始于大造陨石坑、乔莫陨石坑、贝拉陨石坑和卡洛斯陨石坑四座小陨石坑的哈德利月溪；北面是"菲涅耳月溪"(Rima Hadley)；右边，循着亚平宁山脉的走向，东北侧矗立着更大、峰高4.6公里的哈德利山，接下来是较小的山度士-杜蒙陨石坑和"菲涅耳岬"(Rima Fresnel)；"哈德利·德尔塔山"的东南方则坐落着阿拉托斯陨石坑，靠近东边的乔伊陨石坑。

## 探索
哈德利·德尔塔山脚区域是美国阿波罗15号太空任务及组员吉姆·欧文和大卫·斯科特的登月点，第三位宇航员阿尔弗莱德·沃尔登则留在月球轨道舱中。
宇航员大卫·斯科特和詹姆斯·艾尔文考察了哈德利·德尔塔山北坡下半段，收集了许多带回地球的样本。2号科考点靠近圣乔治坑，6、6A和7号科考点则位于斯珀坑或其附近。在斯珀坑他们发现了著名的“创世石”-15415号样本，这块岩石是一块斜长岩碎屑，可能是一块原始月球地壳。

## 命名
哈德利·德尔塔山得名于它附近的哈德利山，而哈德利山则是以英国天文仪器设计师和建造师"约翰·哈德利"(John Hadley)之名命名。

左起：哈德利山和哈德利·德尔塔山、登月舱(居中)、吉姆·欧文和月球车(右)。

## 另请参阅
- 月球表面特征列表

## 相关文章
- 月球表面